# Michail Leonidowitsch Körber

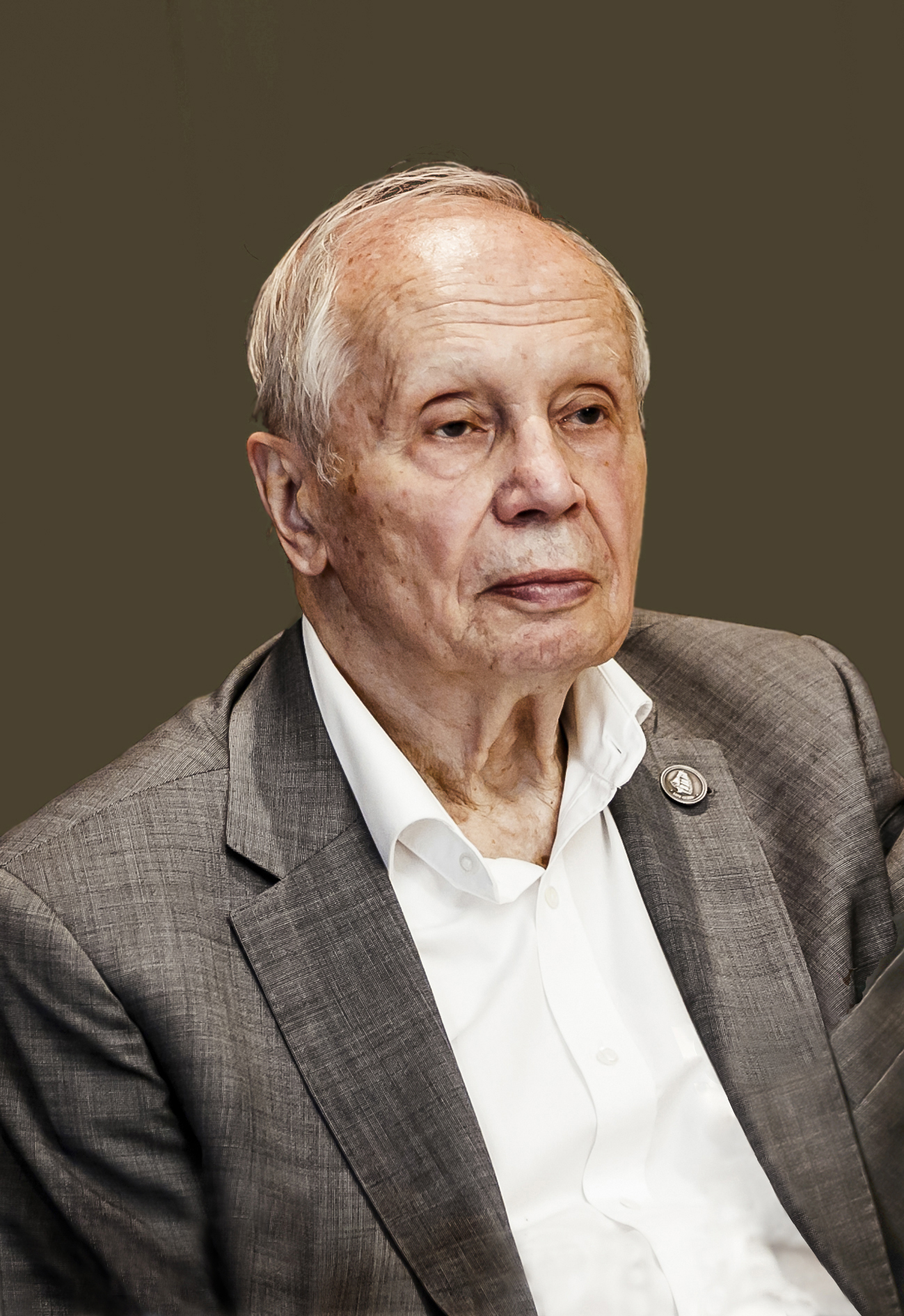
Michail Leonidowitsch Körber

Michail Leonidowitsch Körber (russisch Михаил Леонидович Кербер; * 4. Juli 1932 in Sewastopol) ist ein sowjetisch-russischer Chemiker und Hochschullehrer.

## Leben
Körbers Vater Leonid Lwowitsch Körber war Funktechniker und Flugzeugtechniker in Moskau, so dass Körber in Moskau aufwuchs. Nachdem Leonid Körber während des Großen Terrors im Mai 1938 verhaftet und dann zu 8 Jahren Lagerhaft verurteilt worden war, kam er in das Zentrale Konstruktionsbüro ZKB-29 des NKWD in Bolschewo bei Koroljow, bekannt als Tupolewskaja Scharaga, und wurde dank der Bemühungen Georgi Filippowitsch Baidukows, Walentina Stepanowna Grisodubowas und seiner Frau Jelisaweta Michailowna Schischmarjowa im Mai 1941 wieder freigelassen. Nach Beginn des Deutsch-Sowjetischen Kriegs wurde die Familie Körber mit dem ZKB-29 nach Omsk evakuiert, um 1944 nach Moskau zurückzukehren.
Nach dem Mittelschulabschluss 1949 begann Körber das Studium am Moskauer Mendelejew-Institut für Chemische Technologie (MChTI) in der Fakultät für Organische Chemie, das er 1954 mit Auszeichnung abschloss. Anschließend wurde er als wissenschaftlicher Mitarbeiter in das von Modest Sergejewitsch Akutin geleitete Moskauer Kunststoff-Forschungsinstitut des Ministeriums für Chemie-Industrie (MChP) geschickt. Er untersuchte die Eigenschaften neuer Polymere und Technologien für ihre Anwendungen und entwickelte ein Epoxid-Oligomer-Akkumulatorengehäuse für U-Boote. Auch war er im Rahmen des Sowjetischen Atombombenprojekts an der Entwicklung von absorbierenden Polymerwerkstoffen für Kernreaktoren beteiligt.
1958 wurde Körber Aspirant an Iwan Platonowitsch Lossews Lehrstuhl für hochmolekulare Verbindungen des MChTI, wo er unter der Leitung der Dozentin O. J. Fedotowa als einer der Ersten in der UdSSR Polyamide synthetisierte und ihre Eigenschaften untersuchte. 1962 verteidigte er mit Erfolg seine Dissertation über
aromatische und aryl-aliphatische Polyamide für die Promotion zum Kandidaten der technischen Wissenschaften.
Nach dem Abschluss der Aspirantur 1962 kehrte Körber ins Kunststoff-Forschungsinstitut zurück und wurde 1963 Abteilungsleiter. Am MChTI hielt er auf Vorschlag Fedotowas eine Kunststoff-Vorlesung. Bereits 1960 hatte Akutin am MChTI einen Lehrstuhl für Kunststoffentwicklung eingerichtet und seitdem geleitet. 1965 lud er Körber ein, sich um eine Dozentenstelle an seinem Lehrstuhl zu bewerben. Darauf wurde Körber Dozent am Lehrstuhl, hielt Vorlesungen über die Physikalische Chemie der Polymere und verbreiterte seine Forschungstätigkeit. 1983 verteidigte er mit Erfolg seine Doktor-Dissertation über die physikalisch-chemischen Grundlagen der Herstellung von Polymer-Verbundwerkstoffen für die Promotion zum Doktor der technischen Wissenschaft. 1984 wurde er zum Professor dieses Lehrstuhls gewählt. Den Schwerpunkt seiner Forschungs- und Entwicklungsarbeiten bildeten die Polymer-Verbundwerkstoffe und die hitzebeständigen Thermoplaste mit Optimierung von Festigkeit und Zähigkeit. In einer neuen Vorlesung behandelte er die ökologischen Aspekte der Herstellung, Verarbeitung und Anwendung der Polymere. Er arbeitete mit verschiedenen Instituten der Akademie der Wissenschaften der UdSSR und anderen Instituten und Firmen zusammen sowie mit der Technischen Hochschule Leuna-Merseburg und hielt Vorträge und Vorlesungen in den USA, Ungarn, Deutschland, Bulgarien und in der Schweiz.

## Ehrungen
- Ehrenchemiker der UdSSR
- Ehrenberufsbildungsarbeiter
- Ehrenflugzeugbauer
- Soros-Professor der Open Society Foundations
- Winogradow-Preis der Russischen Akademie der Wissenschaften (2012)[1]